# История хазар (хронология)
Ниже приведены известные события, относящиеся к истории хазар и Хазарского каганата. Даты, отмеченные звёздочкой, являются реконструкцией и имеют предположительный характер.

## V—VI века
- 463 — Появление огурских народов в Европе (прибытие посольства сарогуров и оногуров в Константинополь).
- 515/516 — Первое упоминание о савирах в Европе (нашествие на Армению и Малую Азию).
- 551 — Образование Тюркского каганата на Алтае.
- 552 — Вторжение савир и хазар в Кавказскую Албанию.
- 550-е — Авары прошли через Кавказ и нанесли поражение савирам. 558 — Вторжение авар в Северное Причерноморье. Аварское посольство в Константинополь.
- 555 — Сирийский автор Захария Ритор (Псевдозахария) упомянул хазар среди 13 кочевых народов, обитающих на севере за Дербентом.
- 562 — Разгром Савирского союза персидским шахом Хосровом I Ануширваном. Насильственное переселение части савир и хазар в Кавказскую Албанию, в район города Кабалы.
- 567 — Завершено строительство Дербентских укреплений.
- 2-я пол. 560-х — Первое упоминание о баланджарах (нашествие абхазов, банджаров, баланджаров и алан на Армению).
- между 567 и 571 — Покорение Тюркским каганатом хазар и булгар.
- 588 — Распад Тюркского каганата на Западный и Восточный.

## VII век
- 625 — Заключение союза между византийским императором Ираклием и Тюркским каганом.
- 626 — Тюрко-хазарское войско под командованием шада — сына хазарского правителя джебу-кагана — захватывает Дербент и вторгается в иранские владения в Закавказье.
- 627 — Поход джебу-кагана на помощь Ираклию в Грузию. Осада Тбилиси хазарами и византийцами.
- 628 (по др. данным кон. 627) — Взятие Тбилиси хазарами.
- 628—630 — Шад покоряет Кавказскую Албанию и налагает на неё дань.
- 630 — Убийство тюркского кагана. Смута в Западно-Тюркском каганате.
- ок. 632 — Образование Великой Болгарии.
- 640 — В Закавказье появляются арабы.
- между 641 и 668 — Смерть болгарского хана Кубрата. Разделение Великой Болгарии на несколько частей между сыновьями Кубрата. Болгаро-хазарская война. Хазары преследуют орду хана Аспаруха до Дуная. Орда хана Батбая остаётся в Приазовье и признаёт хазарскую власть. Хазария становится гегемоном каспийско-причерноморского региона.
- 642/643 — По версии ат-Табари, первый набег арабов на Хазарию. Абд-ар-Рахман ибн Раби ходил походом на Беленджер и ал-Байду, после чего благополучно возвратился в Дербент. (?)
- ок. 645* — Арабский полководец Хабиб ибн Маслама наносит поражение византийскому стратигу Армении в битве при Каликале на Евфрате. В составе византийского войска находятся аланы, абхазы и семендерцы.
- 650 — Гибель Западно-тюркского каганата (условно). Независимость Хазарии.
- 653 — Выход арабов за Дербент. Арабский полководец Салман ибн Раби (по другим данным, его брат Абд-ар-Рахман) напал на хазарский город Беленджер и был убит.
- ок. 655* — Захват хазарами Крыма.
- 662 — Вторжение хазар в Кавказскую Албанию. Правитель страны Джеваншир прогоняет хазар за Дербент. Арабы в это время воюют с аланами.
- Декабрь 664 — Нашествие хазарских вассалов, дагестанских «гуннов», на Албанию и Армению.
- Сентябрь 681— Второе нашествие «гуннов» на Албанию.
- 22 декабря 681 — 11 февраля 682 — Албанское посольство во главе с епископом Исраэлем к «гуннам». Обращение в христианство правителя «гуннов» Алп-Илитвера.
- август 685 — Нашествие хазар на Закавказье. Албания обложена данью. Хазары разбили арабов в окрестностях Мосула.
  - 16 августа 685 — Гибель правителей Армении, Албании и Грузии в сражении с хазарами.

## VIII век
- Около 700 — Первое упоминание о хазарах в западноевропейской литературе (Равеннская космография).
- Около 701 — Аспарух погиб в битве с хазарами на Дунае.
- между 698 и 704 — Свергнутый византийский император Юстиниан II, сосланный в Херсон, бежал к хазарам. Он женился на сестре кагана Ибузира Глявана Феодоре и договорился о хазарской помощи для восстановления на престоле. Каган, подкупленный правящим императором, предал Юстиниана и приказал его убить. Юстиниан отослал беременную жену к кагану и бежал в Дунайскую Болгарию.
- 705 — Юстиниан воцарился в Константинополе.
- 706 — Юстиниан послал флот в Крым, чтобы взять жену и родившегося сына — Тиверия. Флот почти весь затонул, но каган отдал родственников беспрепятственно. Тиверий объявлен соправителем отца.
- между 706 и 710* — Каган посетил Константинополь.
- 706/707 — Арабы под командованием Масламы ибн Абд аль-Малика (по др. данным Мухаммеда ибн Мервана) напали на хазарские селения около Дербента.
- 708/709 — Маслама овладел Дербентом.
- 709/710 — Второй поход Масламы на Дербент.
- Между 705 и 710 — Херсон, спасаясь от гнева Юстиниана, добровольно перешёл под протекторат хазар.
- 710* — Экспедиция Юстиниана против Херсона. Захват Херсона, пленение находящегося там от лица кагана тудуна. В начале октября экспедиционный флот отправился обратно в Константинополь, попал в бурю и его большая часть затонула.
- 710/711 — Набег хазар на Дербент и Албанию.
- 711 — Юстиниан попытался помириться с хазарами, выдав им тудуна. Но по пути в столицу тот умер. Хазары, устроили по нему тризну, на которой умертвили всю сопровождавшую тудуна греческую свиту. Хазары поддержали восстание херсонского ссыльного Вардана. Он направляется в Константинополь, где провозглашается императором. Юстиниан казнён (11 декабря). Малолетний август Тиверий убит.
- 713/714 — Взятие Масламой Дербента и поход вглубь Хазарии. Арабы дошли до города Тарку, но затем, не вступая в сражение, поспешно бежали.
- 717/718 — Нашествие хазар на Албанию и Азербайджан, в это время арабы с моря осаждают Константинополь.
- 721/722 — Война хазар с аланами.
- февраль- март 722 — Уничтожение хазарами арабского войска в Армении (битва на «Каменистом лугу»).
- 722/723 — Поход Джарраха ибн Абдаллаха в Хазарию. Поражение хазарского войска во главе с сыном кагана Барджилем в битве на реке ар-Ран севернее Дербента.
  - 21 августа 722 — Взятие Беленджера. Правитель Беленджера бежит в Семендер.
- 723/724 — Поход Джарраха в Аланию, а затем в тыл хазарам за Беленджер.
- февраль 724 — Ответный поход кагана в Армению.
- 724/725 — Второй поход Джарраха в Аланию.
- 725/726 — Поход Саида ибн Амр ал-Хараши на хазар.
- 726/727 — Вторжение хазар под предводительством сына кагана Барджиля в Азербайджан. Осада города Варсан на Араксе. Ал-Харис ибн Амр разбил хазар в двух сражениях.
- 727/728 — Поход Масламы против хазар.
- 728 — Поход Масламы вглубь Хазарии через Дарьял. Так называемый первый «грязный поход», арабы в течение месяца сражались с каганом и ушли из Хазарии из-за проливных дождей.
  - 17 сентября 728 — Победное сражение.
- 729/730 — Ал-Харис ибн Амр отражает нападение хазар на Азербайджан. Джеррах через Дарьяльское ущелье вторгается в Хазарию, берёт Семендер и доходит до ал-Байда.
- 730* — Обращение хазарского князя Булана в иудаизм.
- 730 — Смерть кагана. Хазарией правит его мать Парсбит, а армию возглавляет сын Барджиль.
- Конец 730 — Самый крупный набег хазар на арабские владения.
  - 8 декабря 730 — Взятие хазарами Ардебиля, гибель Джарраха. Хазары рассредоточиваются по Азербайджану для грабежа, дойдя до Диярбакыра и окрестностей Мосула.
- конец декабря 730 — январь 731 — Сайд ибн Амр ал-Хараши изгоняет хазар. Он разбивает Барджиля в битвах при Барзанде и в Муганской степи. Затем на посту главнокомандующего его сменяет Маслама.
- 731 — Маслама вторгается в Хазарию. Взятие Беленджера и Семендера. Барджиль убит в сражении.
- 731/732 — Союз Масламы с князьями горного Дагестана, захват Дербента, поход вглубь Хазарии. Хазарский каган ранен в сражении при Баб-Ваке.
- 732/733 — Брак наследника византийского престола Константина с дочерью хазарского кагана Вирхора Чичак.
- 732/733 — Неудачный поход Мервана ибн Мухаммеда на Беленджер (оставлен хазарами) и Семендер (второй «грязный поход»).
- 735—737 — Мерван подчиняет области у границ Хазарии: Туманшаха, лакзов и алан.
- 737 — Арабы под руководством Мервана совершают самый масштабный рейд вглубь Хазарии. 150-тыс. войско движется через Дербент и Дарьял. Взятие Семендера и ал-Байда. Разгром 40-тыс. хазарского войска, возглавляляемого Хазар-тарханом. Мерван преследует кагана до «Славянской реки» (Волги или Дона?). По условию мира каган обещает принять ислам. Мерван уводит с собой 20 тыс. пленных хазар, поселив их в междуречье Самура и Шабрана, и 20 тыс. пленных славян, поселённых в Кахетии. Хазарские набеги прерываются на 20 с лишним лет.
- 740* — Булан устраивает религиозный диспут. Победа достаётся иудеям.
- ок. 759 — Женитьба арабского наместника Армении Язида ибн Усайда на дочери хазарского кагана Багатура Хатун.
- 762/763 — Хатун неожиданно умерла. Хазары из-за этого вторгаются в Закавказье. (Первое нашествие при Аббасидах).
- 764/765 — Вторжение хазар в Закавказье под предводительством Рас-тархана.
- 764* — Хазары под предводительством полководца Блучана берут Тбилиси. Неудачное сватовство хазарского кагана к картлийской принцессе Шушане. Правитель Картли - Джуаншер семь лет проводит в хазарском плену.
- ок. 780 — Князь Картли Нерсе укрывается в Хазарии. Вероятно, он надеялся заручиться хазарской поддержкой в борьбе с арабами.
- 787 — Абхазия при поддержке хазар провозглашает независимость от Византии.
- Между 787—791 — Антихазарское восстание в Крымской Готии под предводительством епископа Иоанна. Восстание подавлено, Иоанн заключён в тюрьму.
- 791 *— Смерть правившего в это время хазарского кагана.
- 798/799 — Женитьба арабского наместника Армении ал-Фадла ибн Йахья Бармаки на дочери хазарского кагана Суб-т. Принцесса умерла в дороге.
- 799/800 — Последнее нашествие хазар на Закавказье. Войско возглавлял каган.

## IX век
- Между 800 и 809* — Воцарение Обадии. Отстранение каганов от реальной власти в пользу беков из династии Буланидов (установление системы «двойного правления»). Переход к раввинистическому иудаизму.
- 810-е — 820-е* — Политическая борьба против новой династии, гибель(?) сына и внука Обадии, воцарение Ханукки.
- Между 813 и 818 — Голод в хазарской столице. Первое упоминание о двоевластии.
- Между 813 и 820 — Хазары осаждают Херсон.
- Между 818 и 823* — Дунайские болгары совершают поход на хазар (?). Болгарский полководец Корсис погиб во время переправы через Днепр.
- 820-е* — Восстание нескольких хазарских родов (каваров) против центральной власти. После поражения кавары присоединились к венграм.
- 830-е* — Вторжение венгров в Причерноморье.
- Между 834 и 837 — Каган и бек обращаются к императору Феофилу с просьбой построить Саркел. Византийские инженеры под руководством Петроны Каматира помогают хазарам в строительстве.
- 837/838 — Чеканка серебряных монет с надписью «Земля хазар» и (предположительно тогда же) с надписью «Моисей — посланник Бога».
- 838/839 — В Албанию со стороны хазар пришла саранча «размером с воробья».
- 839 — Первое упоминание о кагане русов. Второе датируемое упоминание в 871.
- Между 842 и 844 — Хазарию посетило посольство из  Арабского халифата, возглавляемое ал-Хорезми (по др. предположению, Мухаммадом Мусой ибн Шакиром).
- Между 842 и 844 — Хазарию посетила вторая экспедиция из Арабского халифата, под руководством  Саллама ат-Таджудина.
- 853/854 — Горцы цанары, атакованные арабским полководцем Бугой Старшим, обратились с призывом о помощи к правителям Византии, хазар и славян.
- Зима 853/854* — Буга совершил поход на алан и хазар и взял с них дань.
- 854/855 — Буга привёл из Хазарии 300 мирных семей хазар-мусульман и поселил их в городе Шамкор.
- 859 — В Повести временных лет под этим годом сообщается, что хазары берут дань с полян, северян и вятичей: по белечьей шкурке и монете с дома.
- 860 — Из Хазарии в Константинополь прибыло посольство с просьбой прислать проповедника, который бы объяснил основы христианской веры.
- 861 — Посольство Константина Философа (св. Кирилла) в Хазарию. Христианская версия религиозного диспута. Константин прибыл в Херсон (январь 861). В Крыму он уговорил хазарского воеводу снять осаду с какого-то христианского города. Затем он на корабле добрался до Каспийского моря. Константин добился освобождения византийских пленных и крестил 200 хазар. На обратном пути он обратил в христианство жителей города Фуллы.
- ок.864 — Первое западноевропейское упоминание об иудаизме хазар (монах Христиан из Ставело).
- 881 — Кавары вместе с венграми осаждают г. Кульберг в окрестностях Вены.
- 882 — Олег захватывает Киев. Образование Древнерусского государства.
- 884 — Олег переподчиняет себе северян.
- 885 — Олег переподчиняет себе радимичей.
- 889 — Печенеги переселяются из-за Волги в Северное Причерноморье, под объединённым давлением хазар и огузов.
- 880-е — 900-е* — Правление царя Вениамина.
- 880-е* Нападение на хазар коалиции кочевых народов (печенегов, огузов и др.) Союз царя Вениамина с Аланией.
- 894 — Хазарские отряды на службе в византийской армии сражаются в Византийско-болгарской войне.
- 895 — Венгры под давлением печенегов переселяются за Карпаты.

## X век
- 900-е — 930-е* — Правление царя Аарона II.
- август 901 — Хазары под предводительством царя К-са ибн Булджана совершили набег на Дербент, но были отбиты.
- 909—910 — Русы орудуют в Каспийском море. Захват острова Абаскун.
- 909 (или 912) — Коалиция хазар, сарирцев и шанданцев разбила эмира Дербента и Ширван-шаха.
- 913/914 — Русы с разрешения хазарского царя входят по Волге в Каспийское море и грабят Закавказье. На обратном пути русская дружина при попустительстве хазарского царя уничтожается хазарской (мусульманской) гвардией.
- 916 — Хазарское войско во главе с Салифаном (царь хайтаков?) вмешалось в борьбу за Дербент на стороне одного из претендентов.
- ок. 919 — В Херсон из Хазарии прибыло посольство, попросившее назначить епископа и рукоположить священников. Патриарх Николай поручил выполнить эту просьбу херсонским архиепископу и стратигу.
- 21 июня 921 — 12 мая 922 — Посольство Ибн Фадлана к волжским булгарам.
- 922/923 — Репрессии царя против итильских мусульман (разрушение мечети, казнь нескольких священников).
- ок. 932* — Алано-хазарская война. Победа Аарона над аланами.
- После 932 — Аланы отреклись от христианства.
- после 932 — не ранее 961 — Правление царя Иосифа.
- после 932* — Евреи Византии массово переселяются в Хазарию из-за начавшихся гонений. Царь Иосиф отвечает репрессиями против христиан.
- 935  — Отряд хазар, числом 47 человек, на службе в византийской армии участвует в походе на Лангобардию (Южная Италия).
- ок. 939* — Набег русского князя Хлгу, подкупленного Византией, на хазарский город Самкерц. Хазарский полководец Песах в ответ напал на византийскую часть Крыма. Захватив три города и «множество» деревень, он осадил Херсон. Затем, в ходе войны, которая длилась 4 месяца, разбил войско Хлгу.
- 944/945 — Русы пытаются закрепиться в Закавказье (Бердаа). Аланы союзники русов.
- 948 — Ибн Хаукаль посещает Кордову, где встречается с Хасдаем ибн Шапрутом. Второе возможное время встречи 971—973 посещение Ибн Хаукалем Сицилии. Ок. 951/952* — встреча Ибн Хаукаля и ал-Истахри.
- ок. 949* — Придворный царя Иосифа в Константинополе отправляет письмо Хасдаю ибн Шапруту (Письмо Шехтера).
- Между 954 и 961 — Переписка между Хасдаем ибн Шафрутом и царём Иосифом.
- ок. 961 — Ответ царя Иосифа. Среди прочего царь пишет, что не пускает русов в Закавказье.
- 963* — Письмо Хасдая ибн Шапрута к византийской императрице Феофано (по др. оценке к императрице Елене Лакапине) с упоминанием Хазарии и просьбой предоставить корабль.
- 964 — Поход Святослава на вятичей (последние среди славян хазарские данники).
- 965 — Поход Святослава на Хазарию. Разгром хазарского войска во главе с каганом. Взятие Саркела.
- 966 — Святослав вторично подчиняет вятичей.
- 965—968/969 — нападение огузов на Хазарию. Продолжение похода Святослава. Разорение обеих частей Итиля и Семендера. Уцелевшее население расселилось по побережью Каспия и островам. Царский двор укрылся на Мангышлаке (?).
- Между 981 и 985 — Хазария просит помощи у Хорезма (по др. данным Ширвана) от кочевников. Хазарский двор возвращается в столицу. Обращение хазарской знати в ислам.
- 985 — Поход Владимира на булгар и хазар. Хазары обложены данью.
- 986 — Посольство к Владимиру хазарских иудеев.
- 990-е* — Оккупация Хазарии Хорезмом.

## Упоминания о хазарах после X века
- январь 1016 — Византия и Русь совместно подавляют в Крыму мятеж Георгия Цуло — стратига Херсона хазарского происхождения.
- 1024 — Хазары участвуют в битве при Листвене.
- 1037 — Ал-Бируни упоминает, что Итиль лежит в развалинах и на месте Хазарии располагаются кочевья огузов.
- 1064 — 3 тыс. хазарских семейств переселились за Дербент в город Кахтан.
- 1071 — Хазары в византийской армии участвуют в битве при Манцикерте.
- 1079 — Хазары Тмутаракани захватили князя Олега Святославича и выдали его Византии.
- 1083 — Олег Святославич вернулся в Крым и расправился с хазарами.
- XI век* — Упоминание хазар-иудеев в квартале Пера в Константинополе (житие Зотика Константина Акрополита).
- 1117 — Переселение беловежцев на Русь.
- 1160-е — Авраам ибн Дауд встретил в Толедо потомков хазар-иудеев.
- Между 1175 и 1185 — Петахия из Регенсбурга посетил Крым и отметил, что местные евреи являются сектантами.
- 1-я треть  XIII в. — Хазары упоминаются среди христианской общины Ургенча (Хорезм).
- 1247 — Плано Карпини упомянул хазар в числе народов, завоёванных монголами.